# Pelicà bru
El pelicà bru (Pelecanus occidentalis) és un ocell marí de la família dels pelecànids (Pelecanidae). Es troba a les costes del continent americà. El seu estat de conservació es considera de risc mínim.

## Morfologia
- Fa una llargària de 106–137 cm, un pes de 2.75 - 5.5 kg i una envergadura de 183 – 250 cm.
- Color general per sobre bru. Parts inferiors marró grisenc fosc.
- Cap blanc, amb capell groc brut. Una línia blanca s'estén cap a baix a cada costat del coll. Plomall a la part posterior del cap. A l'estiu la part posterior del cap i el coll són marró castany, mentre a l'hivern esdevenen groc blanquinós. Grup de plomes grogues a la part superior del pit.
- Primàries negres. Supracobertores alars i cua grisa.
- Pell de la cara blava. Bec groguenc amb bossa fosca. Potes negres.

## Hàbitat i distribució
Viu a costes, estuaris i badies. Cria als dos vessants d'Amèrica, des de Carolina del Sud fins al riu Orinoco, i des de Califòrnia fins a Equador, a més de les illes Galápagos. Hom el pot observar des de Carolina del Nord, per les Antilles fins al Brasil tropical, i per la costa del Pacífic des de Washington fins a Perú.